# 陈雁浩
陈雁浩（1972年1月2日—），上海人，中国田径运动员，专项为110米栏。他是1990年代的「亚洲跨栏王」，曾获得过两届亚洲田径锦标赛冠军、一届亚洲运动会冠军、两连全运会冠军。

## 运动生涯
陈雁浩1983年9月入选上海川沙县体校短跑组，1986年2月进入上海市体育运动学校主攻跨栏项目，逐渐崭露头角。1989年8月，他在全国少年田径锦标赛中以14″2的成绩获110米栏冠军。 1990年进入上海市田径队，1991年入选国家田径集训队。
1993年的中国七运会上，陈雁浩以0.001秒的优势惊险战胜亚洲冠军李彤夺冠，此后他便逐渐取代了李彤，进入了自己的辉煌期。期间，于1995年和1998年两次夺得亚洲田径锦标赛冠军，并在1998年的曼谷亚运会中折桂，成为名副其实的亚洲110栏第一人。2001年，在广州举行的中国九运会上，新生代的刘翔以0.06秒的优势战胜了陈雁浩夺取了全运会金牌，从而标志着刘翔时代的到来，在此届运动会结束后不久陈雁浩便宣布退役。
目前，陈雁浩是上海田径队110米栏的一名教练，家庭方面育有一子。

## 外部連結
- 陈雁浩在的頁面